# Bumillo

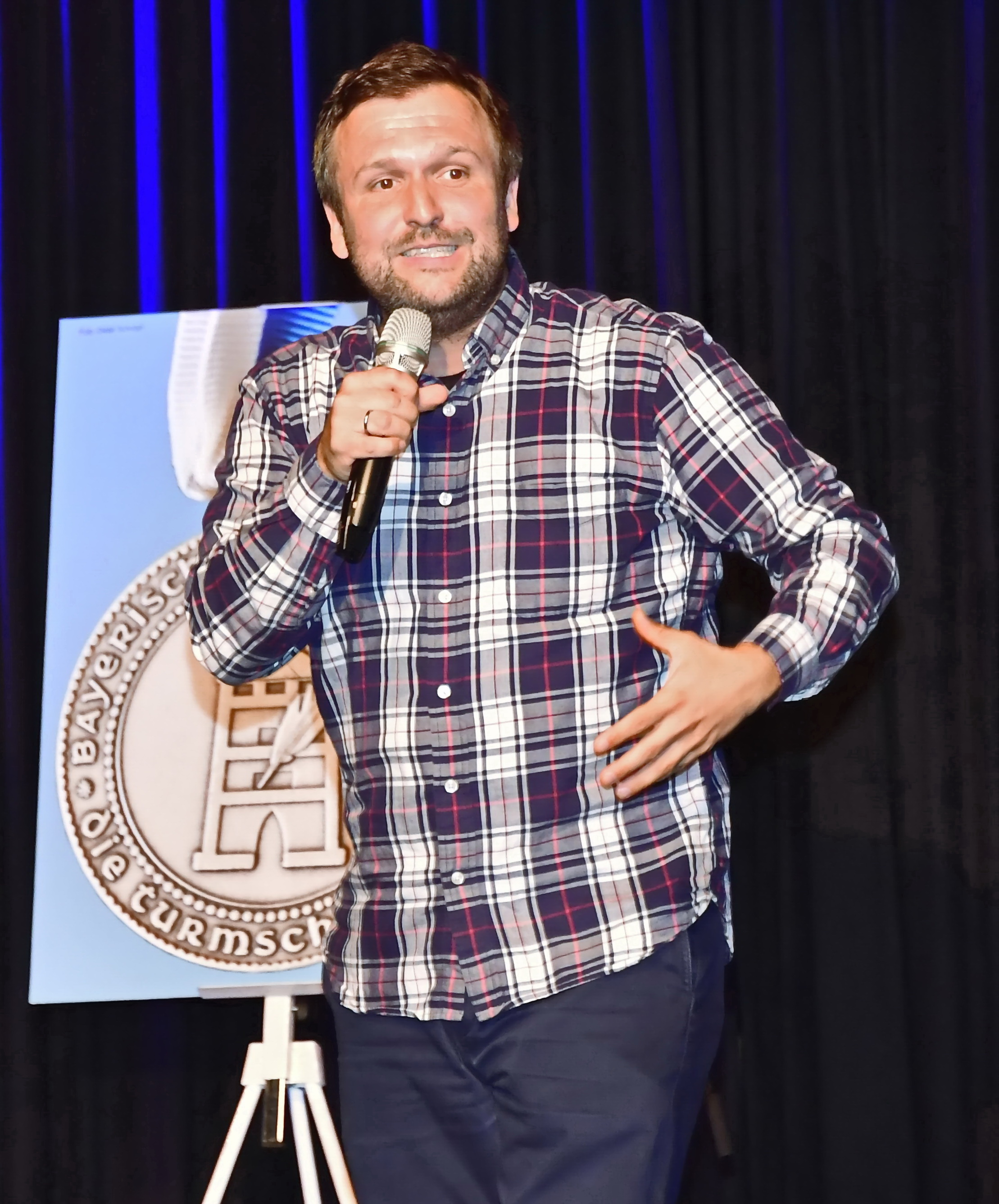
Bumillo, Poetentaler-Verleihung 2018

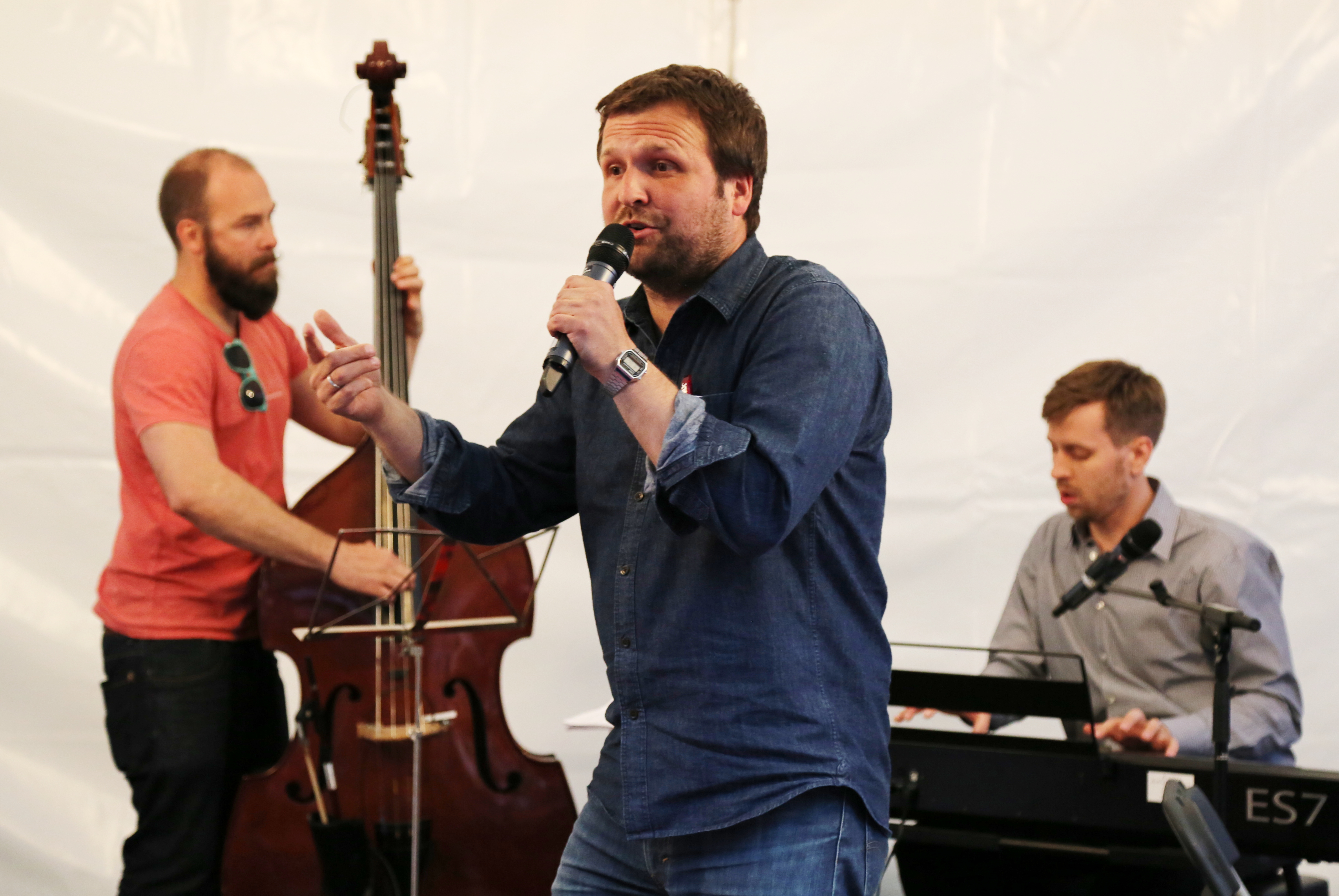
Bumillo mit Band, München 2017

Bumillo (bürgerlich Christian Bumeder, * 11. September 1981 in Rosenheim) ist ein deutscher Kabarettist.

## Leben und Werk
Bumillo wuchs in Reit im Winkl auf und studierte von 2004 bis 2009 Germanistik und Theaterwissenschaft in München. Sein Studium schloss er als M. A. ab, um sich anschließend seiner Dissertation mit dem Thema Die Mediale Inception des Bewusstseinsfilms zu widmen. Die fertige Doktorarbeit wurde Anfang 2014 im Verlag Königshausen & Neumann veröffentlicht und brachte Bumillo den Grad Dr. phil. ein.
Seit Anfang 2007 tritt Bumillo regelmäßig auf Kleinkunst- und Kabarettbühnen auf. Seine Wurzeln liegen im Poetry Slam, ein Veranstaltungsformat, bei dem er von 2007 bis 2012 häufig zu sehen war. Mit dem Team PauL – Poesie aus Leidenschaft, dem neben ihm noch Heiner Lange und Philipp Scharrenberg angehören, wurde er im Oktober 2009 in Düsseldorf deutschsprachiger Meister im Poetry Slam.
Für ihr Abendprogramm DichterLoh. Ein Rockkonzert der Poesie wurden PauL fortan mit dem Kleinen Passauer Scharfrichterbeil 2009, dem Hölzernen Stuttgarter Besen 2010, der Goldenen Weißwurscht 2010, dem Reinheimer Satirelöwen 2011, dem Kabarett Kaktus 2011 und dem Thurn und Taxis Kabarettpreis 2014 ausgezeichnet.
Als Solo-Künstler wurde Bumillo 2010 Deutscher Box Poetry Slam Meister. Er war Gründungsmitglied und Stammleser der 2011 gegründeten Münchner Lese-Show Die Rationalversammlung, die zuerst allmonatlich im Münchner Rationaltheater stattfand, dann von Februar 2015 bis November 2018 im Import Export zu sehen war und von Februar 2019 bis März 2023 im Milla Club stattfand. Seit April 2012 ist er Slam Master und Moderator des Schwabinger Poetry Slams im Münchner Lustspielhaus, von 2013 bis 2018 moderierte er monatlich den Milla Song Slam im Milla Club. Sein erstes Kabarettprogramm VEIT CLUB hatte im Oktober 2014 im Münchner Vereinsheim Premiere. Im April 2016 wurde Bumillo als Presenter der Kunst- und Literatursendung SÜDLICHT im BR Fernsehen vorgestellt, die er bis zur Einstellung der Sendung im Juli 2017 wöchentlich moderierte. Zu den Münchner Turmschreibern wurde er 2018 berufen.
Mit seinem zweiten Soloprogramm "Die Rutsche rauf" ging Bumillo auf große Deutschlandtournee. Im Juli 2019 war er erstmals live im Fernsehen zu sehen, bei der Kabarettsendung "schlachthof".

## Programme
- 2009–2014: "DichterLoh" (mit PauL – Poesie aus Leidenschaft)
- 2014–2017: "VEIT CLUB"
- 2018–2020: "Die Rutsche rauf"
- 2020–2022: "Es muss rauschen! oder: Die Zärtlichkeit des Hochdruckstrahls"
- 2022: "Haushaltsloch"

## Liveshows und Fernsehsendungen
- 2007–2016: "Kiezmeisterschaft" (monatlicher Münchner Poetry Slam)
- seit 2011: "Die Rationalversammlung" (monatliche Münchner Lesebühne)
- seit 2012: "Schwabinger Poetry Slam" (monatlicher Münchner Poetry Slam)
- 2013–2018: "Milla Song Slam" (monatlicher Münchner Song Slam)
- seit 2015: "Blickpunkt Spot" (wöchentliche Münchner Kleinkunstshow)
- 2016–2017: "SÜDLICHT" (wöchentliche Kunst- und Literatursendung im Bayerischen Fernsehen)[22]

## Veröffentlichungen
- 2014: Christian Bumeder: "Mediale Inception". Zu einer Theorie des Bewusstseinsfilms. Königshausen & Neumann: Würzburg 2014. (Doktorarbeit)[3]
- 2016: Bumillo: "VEIT CLUB LP". International Bohemia/Broken Silence 2016 (CD und Download).[23]
- 2019: Bumillo: "Die Rutsche rauf EP". 3010Records 2019. (MC, Download und Stream).

## Auszeichnungen
- 2009: Deutschsprachiger Poetry-Slam-Meister (mit PauL)
- 2009: Kleines Passauer Scharfrichterbeil (mit PauL)
- 2010: Deutscher Box Poetry Slam Meister
- 2010: Hölzerner Stuttgarter Besen (mit PauL)
- 2010: Goldene Weißwurst auf dem StuStaCulum München (mit PauL)
- 2011: Reinheimer Satirelöwe (mit PauL)
- 2011: Kabarett Kaktus (2. Platz, mit PauL)
- 2014: Bayerischer Poetry-Slam-Vizemeister[24]
- 2014: Thurn und Taxis Kabarettpreisträger (2. Platz, mit PauL)
- 2015: Silberne Goldene Weißwurst auf dem StuStaCulum München
- 2018: Thurn und Taxis Kabarettpreisträger (3. Platz)
- 2018: Paulaner Solo+ (3. Platz)
- 2019: Fränkischer Kabarettpreis (3. Platz)
- 2019: KabarettBundesliga (3. Platz)
- 2020: St. Prosper Kabarettpreis (1. Platz)
- 2023: St. Ingberter Pfanne (1. Platz)